# Kitbuqa Noyan
Kitbuqa Noyan (turc: Kitbuka; mongol: Хитбух) (mort el 1260) va ser un turc cristià de la tribu dels naimans, part de l'Imperi Mongol, tinent i confident d'Hülegü, el primer il-kan de Pèrsia, a qui va ajudar en les seves conquestes en l'Orient Mitjà. Quan Hülegü va retirar la major part de les seves forces, Kitbuqa es va quedar controlant Síria, i va ser responsable de les incursions cap a Egipte. Va morir en la batalla d'Ain Jalut en 1260.

## Biografia
Kitbuqa va rebre de Mongke en 1252 l'ordre de combatre les fortaleses de l'Ismaïlisme nizarita, i es va traslladar fins a l'oest de Pèrsia amb Hülegü en una sèrie de setges, al comandament d'un dels flancs que va saquejar Bagdad.
A la mort de Mongke el 1259 Hulagu va tornar a la capital i com a potencial gran kan es va endur la majoria del seu exèrcit deixant entre 10.000 i 20.000 homes amb el seu millor general, el turc nestorià, Kitbuqa Noyan, que aliat amb Hethum I d'Armènia i Bohemon IV d'Antioquia va conquerir l'Emirat aiúbida d'Alep el gener del 1260, i An-Nàssir Yússuf ibn al-Aziz va abandonar Damasc i marxar al sud cap a Gaza on va intantar una aliança o quasi una submissió amb els mamelucs. Hama, Baalbek i Damasc foren ocupades pels mongols tot seguit. Els ciutadans de l'antiga capital del Califat va veure per primera vegada en tres segles potentats cristians passejant el triomf a través dels seus carrers encara que els historiadors moderns han qüestionat aquesta història com apòcrifa. An-Nàssir Yússuf es va rendir a les forces d'Hulagu manadfes per Kitbuga (o Kitbuka) i va quedar presoner a Maragha.
| «                                                                    | Kitbuqa, que havia estat deixat per Hulagu a Síria i Palestina, amb 10.000 tàrtars, que es va celebrar la Terra en pau i en estat de repòs. I li agradava molt i honrat als cristians perquè era del llinatge dels Reis Mags d'Orient que van arribar a Betlem per adorar el naixement de Nostre Senyor. Kitbuqa treballar en la recuperació de Terra Santa | » |
| — Hethum de Korikos, Flor d'històries de les terres d'Orient (1307). | |   |

## Batalla d'Ain Jalut
Al comandament d'una força amb 10.000 tropes mongoles, Kitbuqa intentar continuar l'avanç mongol contra el Soldanat Mameluc. No obstant això, els mamelucs d'Egipte havia negociat una treva passiva amb el Regne de Jerusalem, que va permetre als mamelucs avançar a través del territori croat, i acampar a prop de la fortalesa d'Acre, i els mamelucs van ser capaços d'atacar a l'afeblit exèrcit mongol empobrit a Galilea, a la batalla d'Ain Jalut, en la que es va negar a retirar-se preferint la mort en batalla sobre la retirada i la vergonya. Els mongols van ser derrotats, i Kitbuqa va morir a mans d'un veterà mameluc.
S'esperava que la mort Kitbuqa seria venjada per Hülegü, però un conflicte amb el seu cosí Berke de l'Horda d'Or ho va impedir. La mort de Kitbuqa i la derrota dels mongols a Ain Jalut va marcar el principi del final per a l'expansió cap a l'oest de l'Imperi Mongol. Va ser la primera ocasió en que havien estat derrotats i no per venjar aquesta pèrdua, encara que els mongols continuar envaint Síria, Japó, Índia, Hongria, Polònia i el sud-est asiàtic les següents dècades.